# Palais Serristori (Oltrarno)
Le palais Serristori est un palais majeur de Florence, situé Oltrarno, dans la région de San Niccolò, entre la Piazza Demidoff et le lieu homonyme Lungarno Serristori.

## Histoire
La date de la construction de l'édifice est estimée entre 1520 et 1522, lorsque l'évêque de Bitetto Lorenzo Serristori a commandé l'exécution de cette résidence dans un quartier proche des foulons et des moulins de la région de Renai. Son neveu Averardo, ambassadeur de Cosme Ier de Toscane, l'a fait agrandir et améliorer, en y ajoutant le grand jardin vers l'Arno. La scénographie surplombant l'Arno et le jardin le long de la rive a été réaménagée en 1803 par l'architecte Giuseppe Manetti, au nom du sénateur Averardo.
En 1822, le palais accueille la famille Demidoff, qui s'installe ensuite dans un palais voisin. Parmi les personnalités qui y ont résidé, une plaque commémore le souvenir de Joseph Bonaparte, roi d'Espagne, frère de Napoléon, qui a déménagé dans ce lieu avec sa famille après la Restauration et où il est mort le 28 juillet 1844. L'appartement du rez-de-chaussée mis à sa disposition et une partie du premier étage ont subi de graves dégâts lors de la crue du fleuve Arno le 4 novembre 1966.
Les démolitions du XIXe siècle ont irréversiblement modifié la structure d'origine. En 1873, l'ouverture du Lungarno a conduit à la démolition de la partie du bâtiment face à la rivière, à la réduction drastique du jardin, à son retrait du rivage et à la destruction d'un passage suspendu qui, du palais, atteignait le Ponte alle Grazie. Le réaménagement du bâtiment a été confié à l'architecte Mariano Falciani qui a érigé la nouvelle façade sur le Lungarno et la perspective sur la Piazza Demidoff. Le réaménagement de la plupart des intérieurs remonte également à cette époque.
En 1884, à la mort d'Alfredo Serristori, le palais passe à son neveu Umberto, qui fait du palais le lieu de rencontre de l'aristocratie florentine.

## Description
De l'ancien palais du XVIe siècle, seule la façade d'angle de la via de Renai a été conservée, là où se trouve l'entrée principale. Le portail typiquement florentin, possédant un cadre en pietraforte composé de blocs orientés radialement, est surmonté les armoiries des Serristori. Au rez-de-chaussée, on compte également sept Finestra inginocchiata (fenêtres agenouillées), qui se poursuivent sans interruption au-delà du bord concave. Au-dessus du cadre sculptural à cordes, on découvre une rangée de fenêtres rectangulaires avec des cadres aux lignes brisées ; tandis qu'au deuxième étage, les ouvertures sont plus simples. Les avant-toits saillants et les armatures en pierre de taille jusqu'au premier étage ferment l'ancienne façade. Rare à Florence, la couleur de l'édifice est celle du plâtre rouge au lieu des teintes traditionnelles généralement blanches ou ocres.
La partie du XIXe siècle reprend le style du XVIe siècle, mettant en valeur les clefs dans une tonalité monumentale. Sur le lungarno, la façade est composée de deux parties avant latérales, au milieu desquelles se trouve le jardin actuel. Le premier étage est décoré d'une rustication lisse, tandis qu'au premier étage, les ouvertures rectangulaires sont remplacées par des fenêtres néoclassiques avec pilastres, chapiteaux, pignons rectangulaires et balustrades en pierre, avec des frises en stuc dans la bande du rebord de la fenêtre. les ouvertures au sol sont également à pignon, mais avec volutes et sans balustrade en pierre. Au lieu de l'avant-toit, il existe une corniche solennelle, plus haute que le niveau des pièces internes, comme on peut le voir clairement depuis la via dei Renai, presque comme s'il s'agissait d'un décor scénographique.
Le schéma architectural se répète sur les façades ouest, nord et est, varié uniquement le long de l'Arno avec deux terrasses au rez-de-chaussée des parties avant.
À l'intérieur se trouve l'escalier en colimaçon, le premier du genre à Florence, dû au talent de Gherardo Silvani en 1650. Pour terminer par une note spéciale : entre la via dell'Olmo et la via dei Renai, le palais Serristori, comme d'autres palais nobles toscans, possède encore aujourd'hui, un caveau à vin.

## Images

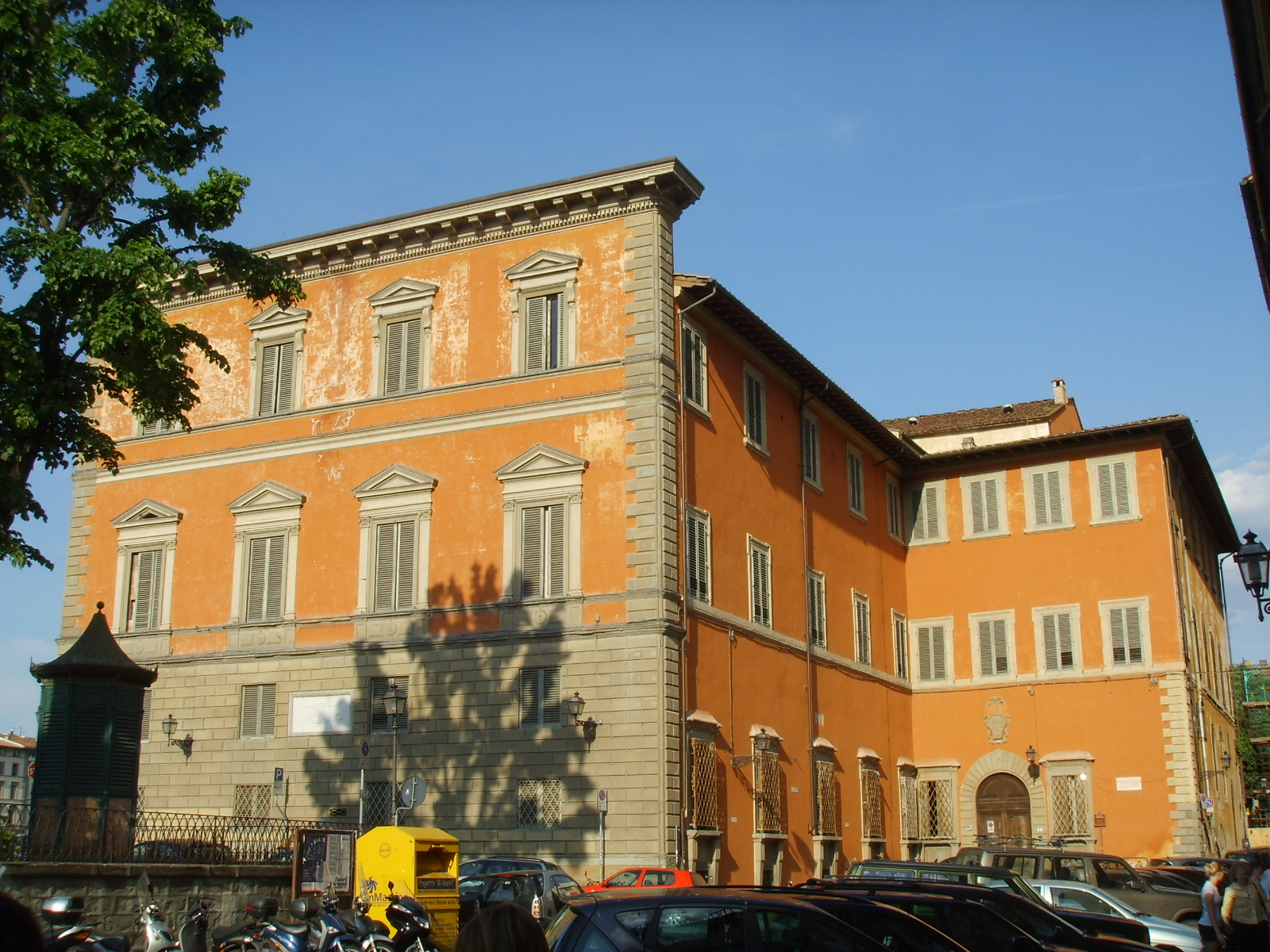
Vue arrière.
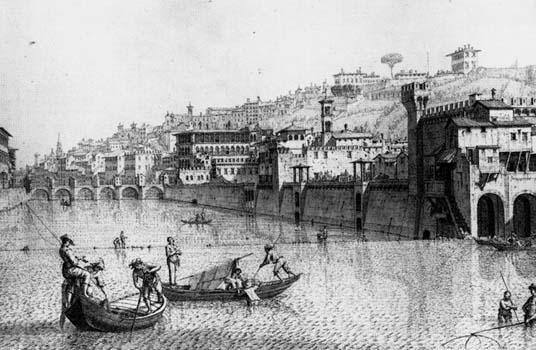
Le lungarno vu du Ponte Vecchio dans une estampe du XIXe siècle ; le palais Serristori est le plus grand édifice près du pont.
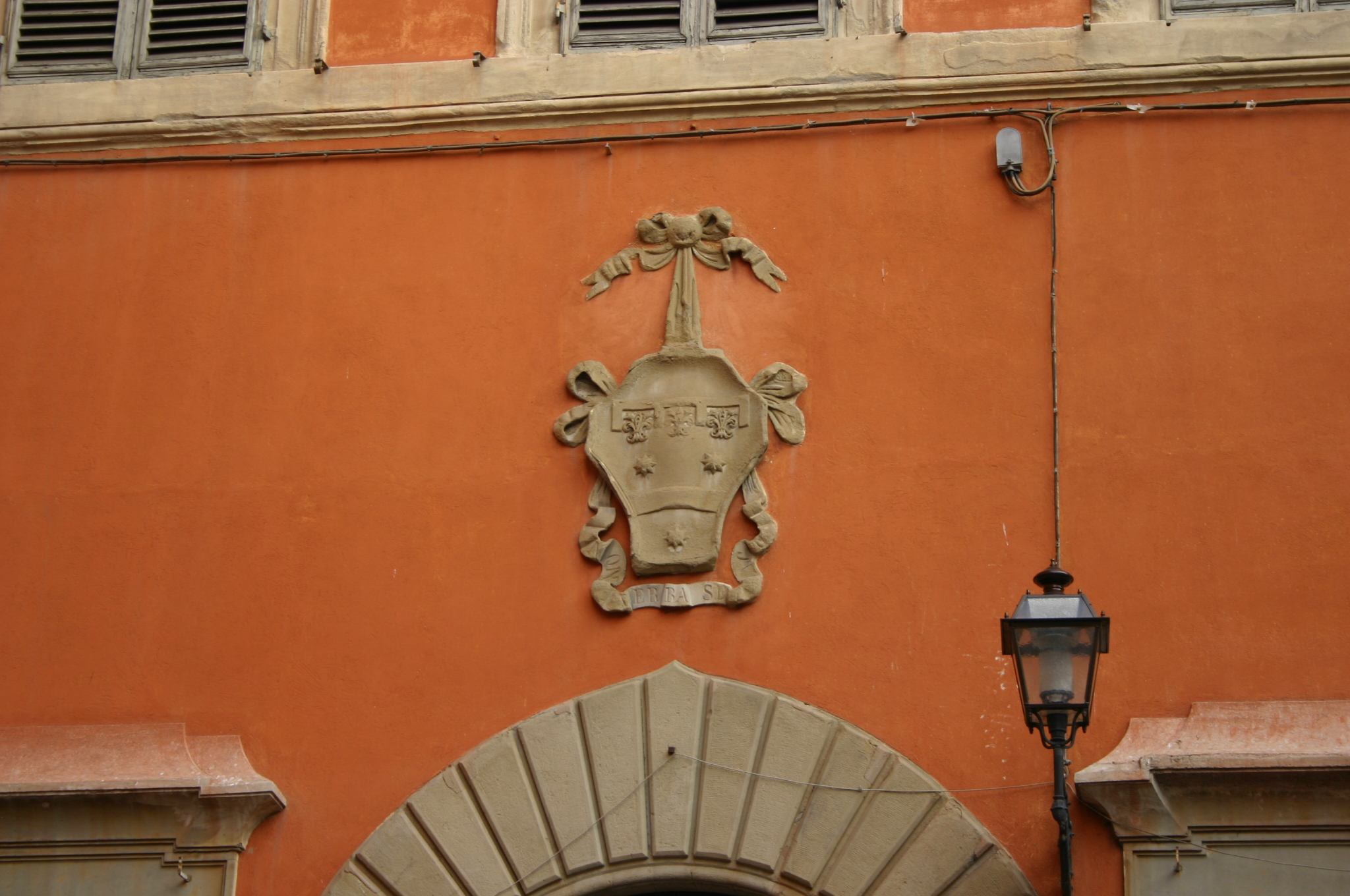
Les armoiries des Serristori.
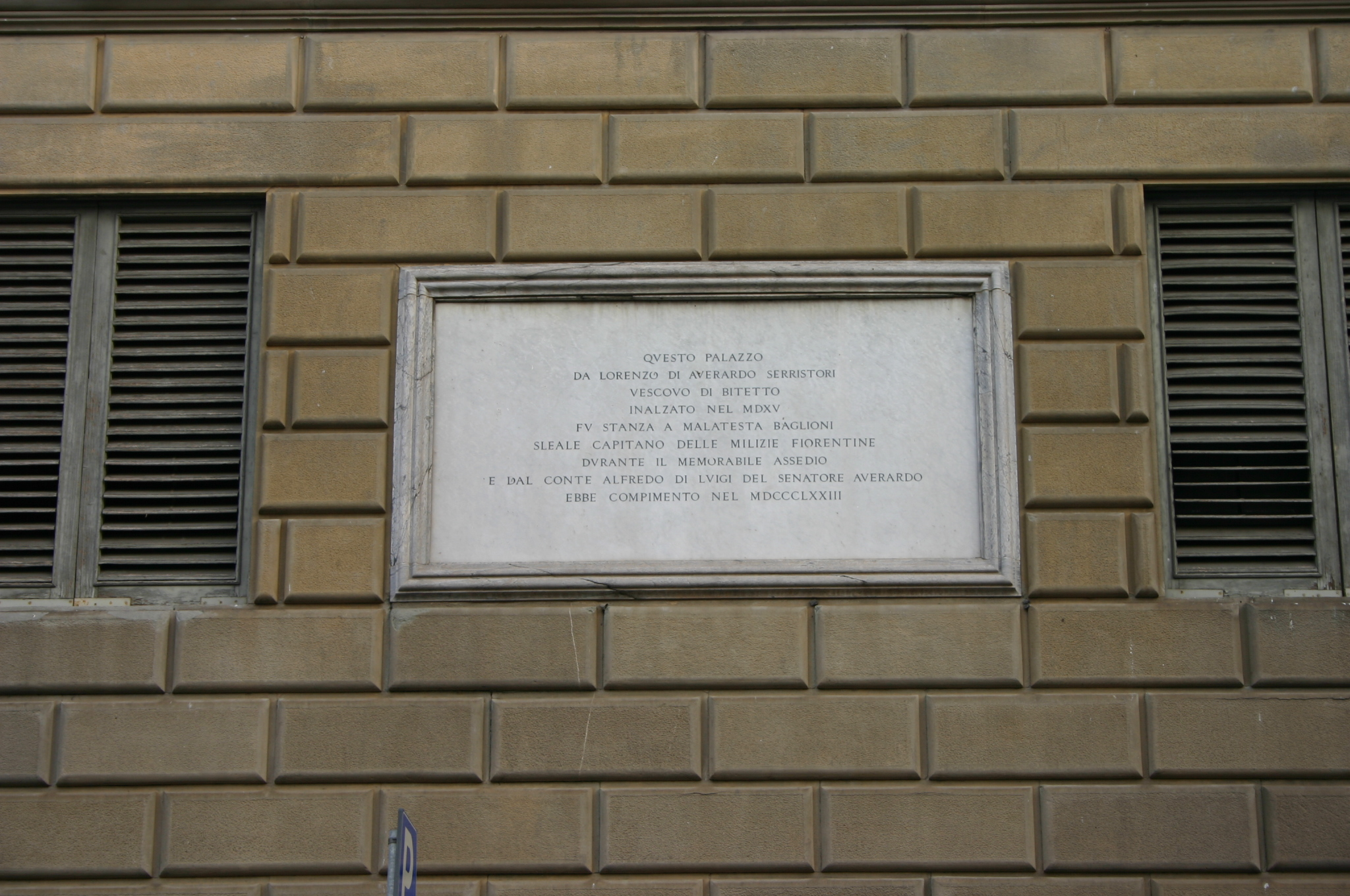
Plaque dédiée à Lorenzo Serristori.